# Хигрин, Борис Львович

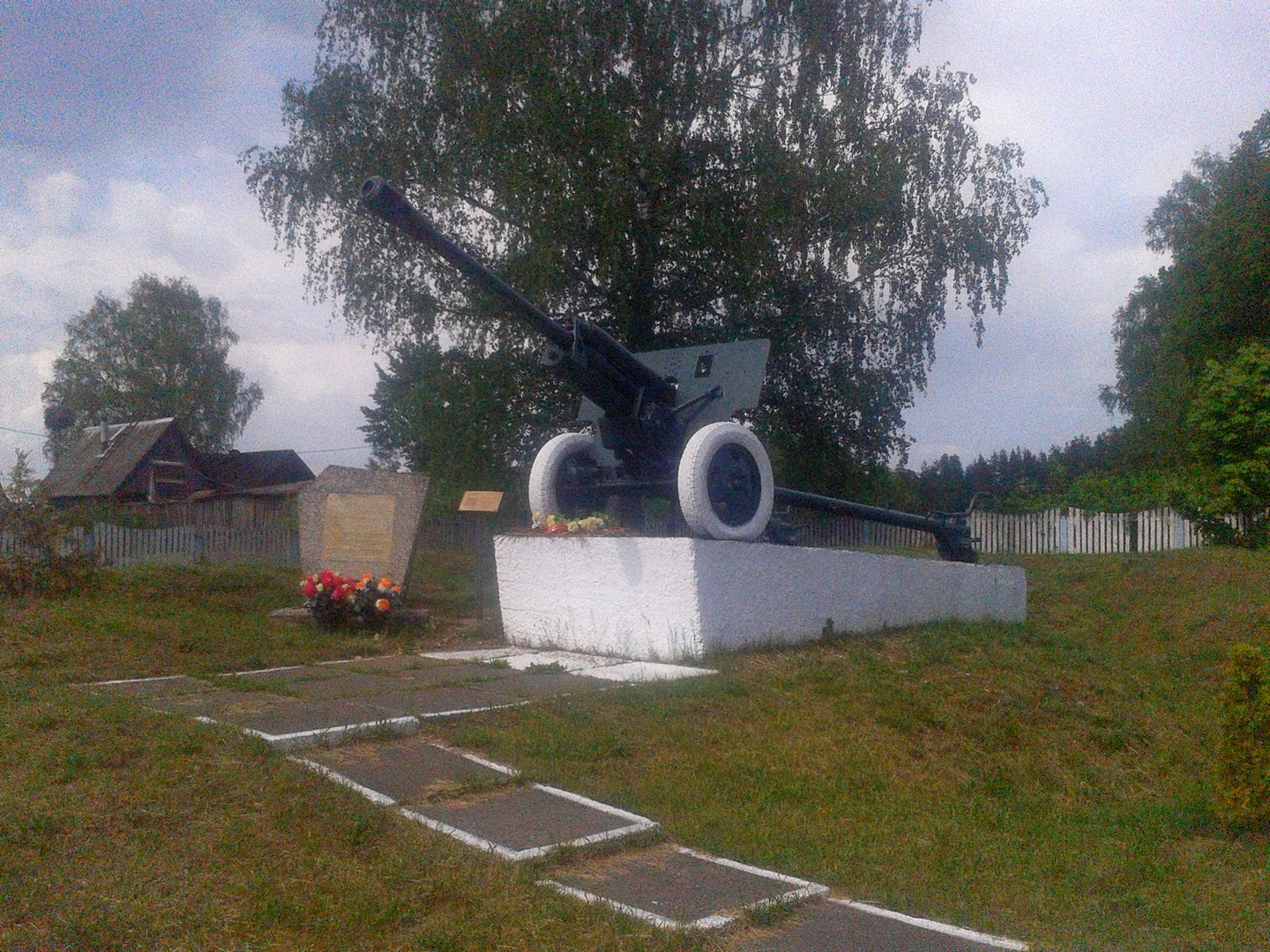
Памятник с мемориальной доской на месте боя Хигрина у деревни Ослевка.

Борис Львович Хигрин (бел. Барыс Львовіч Хігрын; 1 августа 1909 — 5 июля 1941) — участник Великой Отечественной войны, командир дивизиона 462-го артиллерийского полка 13-й армии Западного фронта, Герой Советского Союза, капитан.

## Биография
Родился в семье служащего. Еврей.
Член ВКП(б)/КПСС с 1929 года. Окончил рабфак. Работал фрезеровщиком на 1-м Московском деревообделочном заводе.
В РККА с 1931 года. Окончил Московскую артиллерийскую школу в 1933 году. Участник похода советских войск в Западную Украину и Западную Беларусь в 1939 году.
На фронте в Великую Отечественную войну с июня 1941 года. Командовал дивизионом 462-го артиллерийского полка (13-я армия, Западный фронт). Принял 5 июля 1941 года на левом берегу реки Ослик у деревни Осливка (близ Белынич) неравный бой с танковой группой противника.
Отважный офицер-артиллерист, уже отличившийся со своим дивизионом в предыдущих боях, умело расставил орудия и приготовился к бою. Когда показались танки противника, орудия открыли огонь. Особенно удачно вело стрельбу орудие, у которого находился сам капитан Хигрин. Один за другим выбывали из строя фашистские танки, но враг продолжал наступать, не считаясь с потерями. От вражеских снарядов погиб почти весь расчёт орудия. Капитан Хигрин занял место наводчика и лично уничтожил четыре вражеских танка. Он вёл стрельбу и нанёс противнику существенный урон в живой силе и боевой технике до тех пор, пока осколок вражеского снаряда не сразил его. Продвижение противника было приостановлено.
Указом Президиума Верховного Совета СССР «О присвоении звания Героя Советского Союза начальствующему и рядовому составу Красной Армии» от 31 августа 1941 года за «образцовое выполнение боевых заданий командования на фронте борьбы с германским фашизмом и проявленные при этом отвагу и геройство» удостоен посмертно звания Героя Советского Союза.

## Награды и звания
- Герой Советского Союза (31.08.1941)
- Орден Ленина.

## Память
- Именем Героя названы улицы в Орше, Белыничах и Большой Мощанице.
- Памятник с мемориальной доской на месте боя Хигрина в деревне Ослевка Белыничского района.
- Навечно зачислен в списки артиллерийской батареи[4].
- Стела в честь Б. Л. Хигрина на Аллее Героев войны — уроженцев Оршанщины (2025). Расположена в Орше по ул. Пакгаузной, в сквере около Дома культуры железнодорожников[5].